# チリグアバ
チリグアバ(Chilean guava berryまたはStrawberry myrtle)は、チリ及びアルゼンチン南部の隣接地域が原産の低木である。現地では、スペイン語でmurtaと呼ばれ、アメリカ先住民のマプチェ族は"Uñi"と呼ぶ。グアバと同じフトモモ科に分類される。
果実は、ウグニベリーという名前で市販されることがある。ニュージーランドではニュージーランドクランベリー、オーストラリアではタジベリーとして商標化されているが、これらの国の在来種ではない。

## 概要
高さ30-170cmの低木の常緑植物である。稀に高さは3mに達することもある。葉は対生で、長さ1-2cm、幅1-1.5cmの楕円形である。全体が光沢のある深緑色で、潰れるとスパイシーな香りを放つ。花は直径約直径1cmで垂れ下がり、白色または桃色の花弁4-5枚と多数の短い雄蕊からなる。果実は、直径約1cmと小さく、赤色、白色、または紫色の液果である。原産地であるバルディビアの温帯雨林では、果実は3月から5月の秋に熟す。

## 歴史
種小名の由来となったフアン・イグナシオ・モリーナによって、1782年に初めて記載された。1844年にウィリアム・ロブによってイングランドに持ち込まれ、果実はヴィクトリアのお気に入りとなった。観賞植物としても育てられた。
1896年の少し前にロビンソン・クルーソー島に導入され、外来種としてコロニーを形成し、密集した灌木地となった。

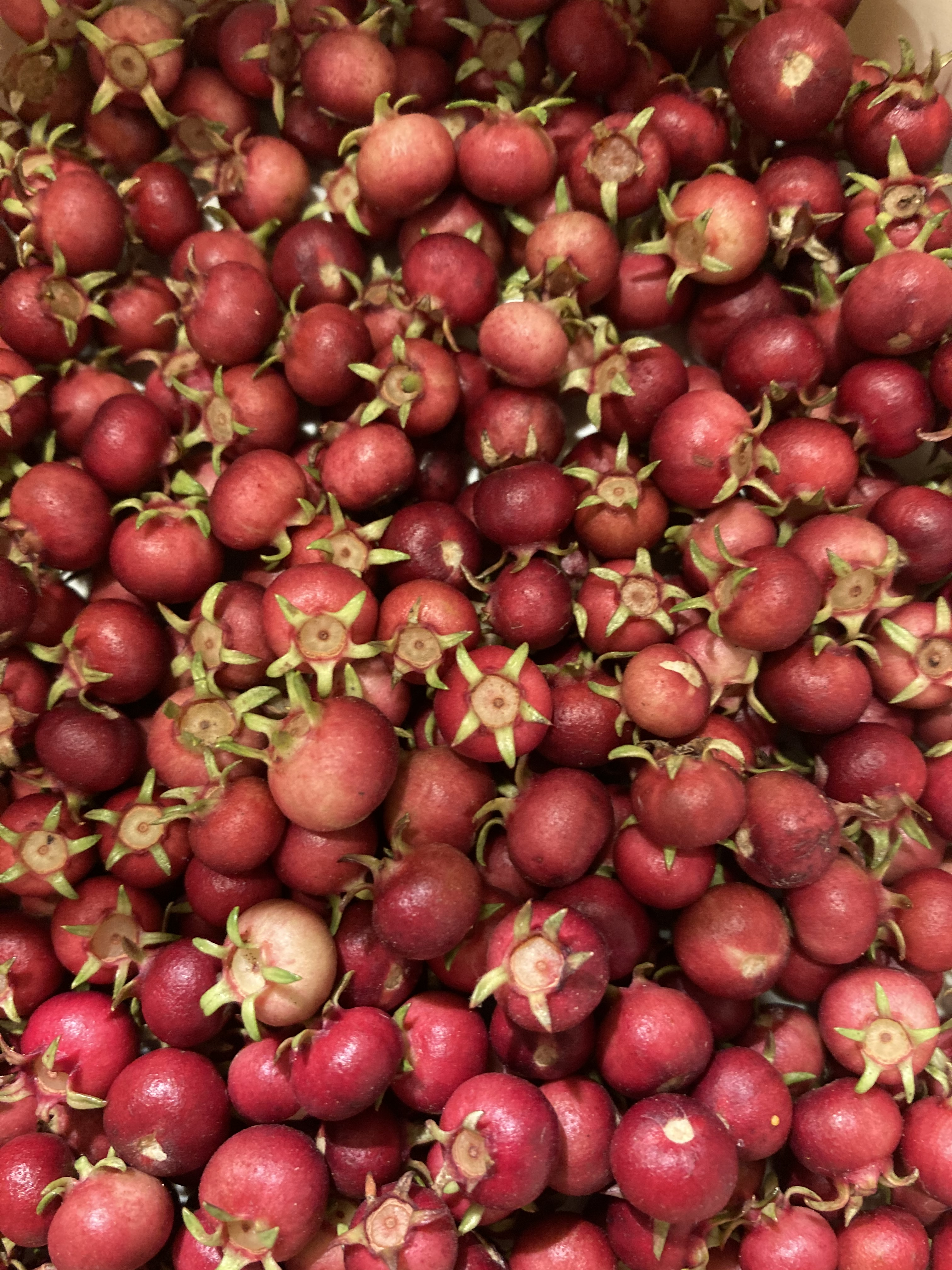
調理のために果柄を除いた果実

果実は小規模に栽培されている。果実の料理への利用は、原産のチリと小規模な商業栽培が行われているニュージーランドに限られる。伝統的なリキュールであるムルタドを作るのにもつかわれる。これは、アグアルディエンテと砂糖からなり、ボトルにチリグアバを詰めて風味付けしたものである。またジャムやクーヘンを作るのに用いたり、ムルタ・コン・メンブリージョというデザートを作るのにも用いる。